# Arginusae
Arginusae (Grieks: Αργινούσσες, Arginousses, Oudgrieks:  Ἀργινοῦσαι, Arginousai) is de naam van drie kleine eilandjes in de buurt van Lesbos.
Ze danken hun plaats in de Griekse geschiedenis aan een zeeslag waarbij de Atheense vloot in 406 v.Chr., tegen het einde van de Peloponnesische Oorlog, een laatste grote overwinning behaalde op de Spartaanse. Van de Spartaanse vloot gingen 70 triremen verloren, aan Atheense zijde “slechts” 25. Niettemin werden acht van de tien bevelvoerende admiraals van verraad beschuldigd.
De aanklacht was, dat zij een aantal Atheense schipbreukelingen aan hun lot zouden hebben overgelaten. Zij voerden ter verdediging aan dat een hevige storm hen had gehinderd bij een reddingsactie. Het proces voor de Volksvergadering (Ekklèsia) duurde twee dagen, terwijl een zitting ervan zelden meer dan een halve dag duurde.
Alle bevelvoerders werden collectief ter dood veroordeeld, hetgeen in strijd was met de heersende wetten. Zes van hen (de andere twee waren niet aanwezig) werden ook onmiddellijk terechtgesteld, waaronder Thrasyllus en Perikles de Jongere, zoon van (de grote) Perikles en Aspasia.
Socrates, die op dat ogenblik lid van de Raad van 500 (Boulè) was en waarschijnlijk zelfs als een van de 50 fungerende prytanen de bijeenkomsten voorzat, weigerde halsstarrig zich te lenen voor de onwettige procedure. Hij stelde alles in het werk om de generaals individueel te laten berechten, een houding die hem enkele jaren later nog zou opbreken toen hij zelf voor de rechtbank werd gedaagd.
Het gehele Arginusae-proces bracht ernstige schade toe aan de reputatie van de Atheense democratie bij haar tegenstanders. Onder de Atheense strijdkrachten bevond zich ook de schrijver Xenophon, die mede door het verloop van de gebeurtenissen definitief een hekel aan zijn vaderstad kreeg.